# Lemno minoris-Salvinietum natantis
Zespół rzęsy drobnej i salwinii pływającej (Lemno minoris-Salvinietum natantis (Slavnić 1956) Korneck 1959) – syntakson w randze zespołu należący do klasy Lemnetea minoris. Zespół ten grupuje fitocenozy z udziałem rzadkiej paproci wodnej z gatunku salwinia pływająca (Salvinia natans).

## Charakterystyka
Zbiorowiska mogą być jednowarstwowe lub dwuwarstwowe. W dwuwarstwowym zbiorowisku warstwę głębszą, podwodną buduje rzęsa trójrowkowa (Lemna trisulca) – sama albo wspólnie z osobnikami należącymi do gatunku wgłębka wodna (Riccia fluitans). Zbiorowiska wykształcają się w wodach stosunkowo ciepłych. Zespół ten ma szeroką amplitudę siedliskową od hipertroficznych wód o odczynie zasadowym lub obojętnym oraz niskim stopniu antropogenicznego zanieczyszczenia do ubogich w związki pokarmowe zbiorników dystroficznych. Zależnie od takich różnic w strukturze fitocenoz i właściwości siedlisk, w których występują zbiorowiska wyróżnia się oraz opisuje trzy podzespoły.
WystępowanieZbiorowiska należące do tego zespołu występują głównie w południowej Europie. W Polsce są to zbiorowiska rzadkie. Znanych jest kilkanaście stanowisk, są one głównie zgrupowane w dolinie środkowej Wisły. Zbiorowiska można spotkać na powierzchni wód stojących i wolno płynących. Często występują w kompleksach z wyżej uorganizowanymi zbiorowiskami roślin wodnych i nadbrzeżnych, należących do takich klas jak Phragmitetea.
Charakterystyczna kombinacja gatunków
ChCl., ChO. : rzęsa drobna (Lemna minor), spirodela wielokorzeniowa (Spirodela polyrhiza), wolfia bezkorzeniowa (Wolffia arrhiza)
ChAll. : salwinia pływająca (Salvinia natans)
ChAss. : salwinia pływająca (Salvinia natans) (opt.)
Podkategorie syntaksonomiczne
W obrębie syntaksonu wyróżniane są trzy podzepoły.